# Michèle Catala
Michèle Catala (* 15. Mai 1921 in Rossrüti; † 26. Mai 1951 in Como) war eine Schweizer Künstlerin, Dichterin, Autorin und Designerin.

## Leben
Fanny Bachmann, Bürgerin von Matzingen (Kanton Thurgau), wurde als viertes Kind von Erwin und Magdalena Bachmann-Egger geboren. Im SIKART Lexikon zur Kunst in der Schweiz wird sie auch als Michèle Matile mit den Namensvarianten Fanny Michèle Bachmann, Fanny Michèle Catala, Michèle Härtnagl-Catala geführt.  Ihre Jugend verlebte sie im alttoggenburgerischen Bütschwil und in Zürich. Sie schildert sich als ein ausgesprochen «gspässiges» Kind, das am liebsten allein spielte und sich stets bemühte, statt Dialekt Schriftdeutsch zu sprechen. Ihre Mutter schnitt ihr eines Tages kurzerhand die schönen, langen Wimpern ab, damit sie unter den anderen Kindern weniger auffiel.
In der Schule glänzte sie durch originelle Aufsätze. Schon mit fünfzehn Jahren sah sie ihren ersten schriftstellerischen Versuch unter dem Pseudonym Steffi Bachmann im «Schweizer Frauen- und Modeblatt» abgedruckt. Sie schrieb Kurzgeschichten, Novellen, Balladen, Märchen und Gedichte und versuchte sich auch an zwei Romanen. Ihre Manuskripte sind unveröffentlicht.
Sie besuchte Kurse des Kunstgewerbemuseums in Zürich bei Ernst Grütter und Ernst Georg Rüegg, die ihre Lieblingslehrer wurden. Studienaufenthalte führten sie nach Genf und Paris. Von ihren Reisen nach Spanien, Portugal, Italien, Dänemark, Schweden und Frankreich kehrte sie stets inspiriert und mit einer Fülle von Studien und Bildern nach Zürich, ihrem Wohnsitz, zurück. Hier hatte sie ein eigenes Atelier zum Arbeiten.
1948 wurde sie vom Architekten Otto Glaus und Bauleiter Sepp Stein beigezogen, in der rheintalischen Gemeinde Marbach Räume des Heimes Oberfeld auszumalen und sich als Innendekorateurin zu betätigen.
Michèle Catala war dreimal verheiratet: 1939 mit Dr. med. Robert Catala, von Lugnez (damals noch im Kanton Bern, seit 1979 Kanton Jura), dessen Namen sie fortan als Künstlernamen beibehielt, 1946 mit Fernand Matile, von La Sagne und La Chaux-de-Fonds im Kanton Neuenburg, ETH-Ingenieur bei Brown, Boweri & Cie, 1950 mit Georg Härtnagl, von Siezenheim/Österreich, Fotograf in Zürich.

## Tod
Auf einer Reise nach Italien verunfallten Michèle Catala und ihr Vater Erwin Bachmann am 26. Mai 1951 tödlich, ihr Mann Georg Härtnagl wurde lebensgefährlich verletzt, er starb an den Spätfolgen des Unfalls. Michèle Catala wurde am Samstag, 2. Juni 1951 in Zürich, Krematorium Sihlfeld, beigesetzt. Nachruf von Ossip Kalenter:

„Michèle Catala, die weit über die Grenzen ihres Landes hinaus bekannte Schweizer Malerin, ist, kurz nach ihrer Gesamtwerk-Ausstellung bei Chichio Haller in Zürich und nach Vollendung ihres 30. Lebensjahrs, bei einem Autounfall zwischen Como und Mailand ums Leben gekommen. Apart wie ihr Name waren ihre aus französischer Schule kommenden, das Gegenständliche zart und sicher abstrahierende Ölbilder, Aquarelle, Zeichnungen und Dekorationsstoffe. «Farbige Unruhe» nannte sie ein zärtlich-ironisches kleines Buch, in dem sie, mit eigenen Zeichnungen, eine Genfer Liebesgeschichte erzählt. «Farbige Unruhe» war das Stichwort ihres Lebens und Schaffens, das, so sensitiv wie vital, allzu früh zerbrach, eine merkliche Lücke im Zürcher Kunstleben hinterlassend.“

## Textildesignerin
Als Stoffmuster-Entwerferin arbeitete Michèle Catala mehrere Jahre ausschliesslich für die auf Dekorationsstoffe spezialisierte Zürcher Unternehmen «Carl Eschke». Kollektionen befinden sich in der Sammlung des Victoria&Albert Museum in London. Sie entwarf ebenfalls Muster für Stoffel, ehemaliges Flaggschiff der der schweizerischen Baumwoll- und Textilindustrie mit Sitz in St. Gallen. Für Wolldeckenhersteller entwarf sie Dessins. Ihren Lebensunterhalt bestritt sie in erster Linie als Entwerferin.

## Veröffentlichungen

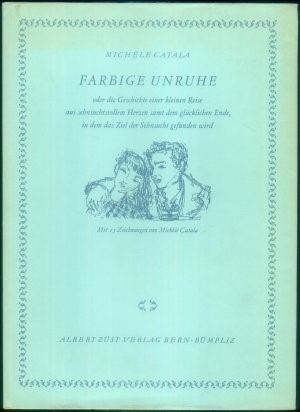
Bucheinband (1946)

- Farbige Unruhe oder die Geschichte einer kleinen Reise aus sehnsuchtsvollem Herzen samt dem glücklichen Ende, in dem das Ziel der Sehnsucht gefunden wird. Albert Züst Verlag, 1946 (Publikation mit 15 Zeichnungen von Catala).
- Essence Monatsschrift für Originalgraphik und Dichtung vom Juni 1951, mit Illustrationen und Gedichten von Catala, zum Gedenken an ihren Tod vom 26. Mai 1951.[4]

„Mit einer ansteckenden Begeisterung hatte sie an dieser Ausgabe entworfen geschnitten und gedruckt. Ein kleiner schwarzer Stier mit einer Träne im Aug, die blutige Scenerie eines Schlachthofs – welch rätselvolle Stimme mag ihr diese Bilder befohlen haben. – Zwei Tage vor ihrem Tod brachte sie uns noch jenen König zwischen Sonne und Mond.“

## Ausstellungen
- 1939/40: Kunsthaus Zürich, 25. November – 7. Januar[7]
- 1943: Galerie Lancel, Zürich, 2. November – 30. November[8]
- 1946: Helmhaus Zürich, 23. November – 19. Dezember
- 1950: Der Textildruck – Gewerbemuseum Basel, 10. September – 22. Oktober[9]
- 1950/51: Der Textildruck – Kunstgewerbemuseum Zürich, 8. Dezember 1950 – Januar[10]
- 1950: Galerie 16, Limmatquai 16; Zürich
- 1951: Galerie Chichio Haller, Zürich[11]
- 1955: Galerie Chichio Haller, Zürich[12]